# Teisserenc de Bort (cráter marciano)

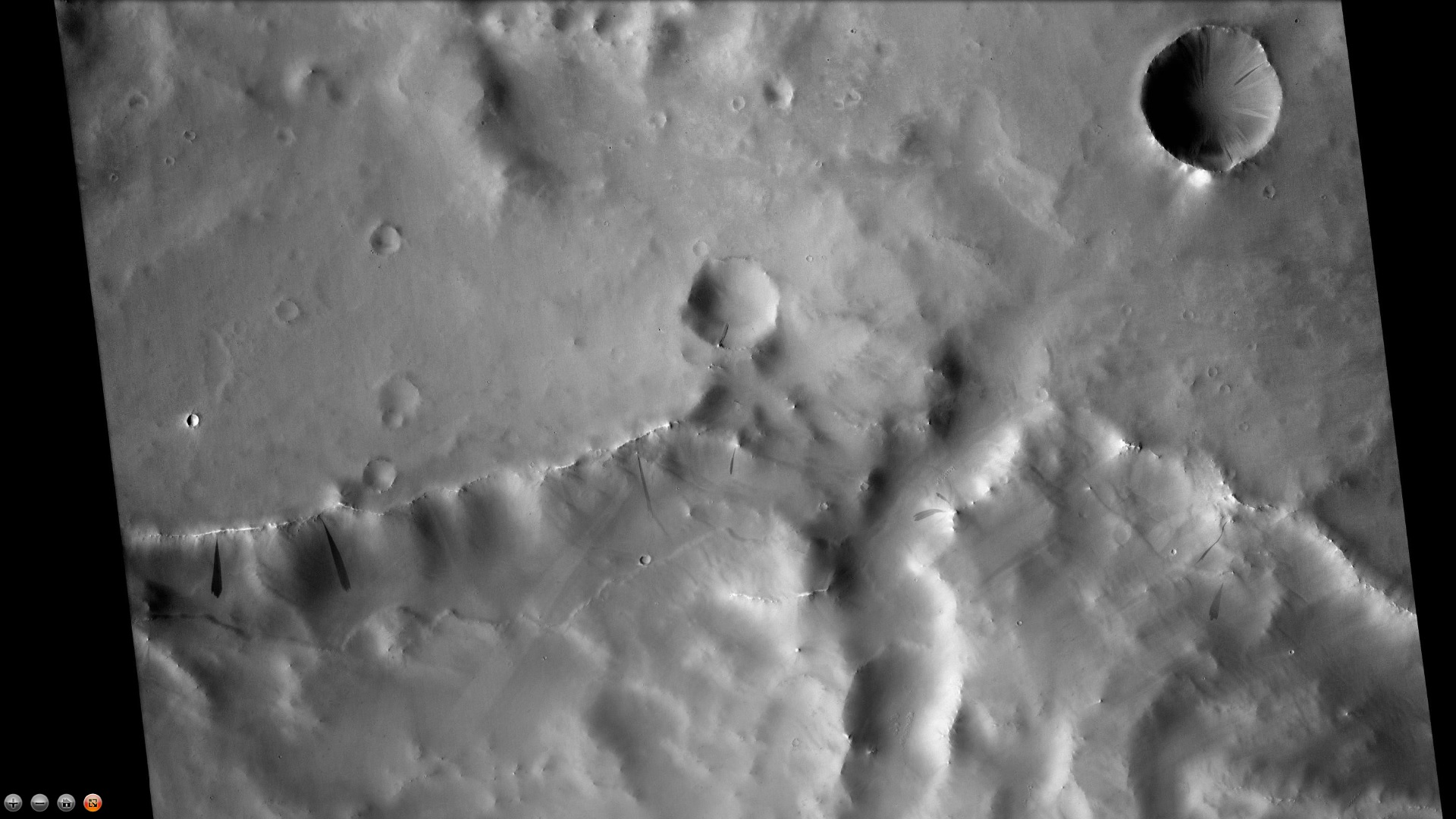
Pared norte del cráter Teisserenc de Bort, que muestra marcas oscuras de talud. Imagen tomada por la cámara CTX, a bordo del Mars Reconnaissance Orbiter.

Teisserenc de Bort es un cráter de impacto del planeta Marte, localizado en el cuadrángulo Arabia en las coordenadas 0.4° Norte y 315.0° Oeste. Mide 119 kilómetros en diámetro y debe su nombre al meteorólogo francés Léon Teisserenc de Bort (1855-1913). El nombre fue adoptado por la UAI en 1973.
El cráter abarca cuatro cuadrángulos, con partes del impacto en Arabia, Iapygia, Syrtis Major y Sinus Sabaeus. El centro del cráter se sitúa sobre Iapygia.
Entre los cráteres prominentes cercanos figuran Schroeter (o Schröter) al este; el gigantesco Huygens al sureste; Dawes al suroeste; y Janssen al noroeste. Más al norte del cráter aparece un valle conocido como Locras Valles.
Una de las imágenes muestra marcas oscuras de talud. Las zonas más oscuras corresponden al terreno alterado más recientemente.